# Liste der Eisschnelllauf-Juniorenweltmeisterschaften
Die Liste der Eisschnelllauf-Juniorenweltmeisterschaften führt alle Sieger sowie die Zweit- und Drittplatzierten bei den Weltmeisterschaften für Junioren im Mehrkampf auf. Seit 1972 werden, für die Junioren und seit 1973 für die Juniorinnen Mehrkampf-Weltmeisterschaften durch die Internationale Eislaufunion (ISU) ausgerichtet.
Im engeren Sinne ist die Junioren-Weltmeisterschaft im Eisschnelllauf, bei der die Sportler ein gewisses Alter nicht erreicht haben dürfen, eine U19 Meisterschaft. Zum Beispiel für die Saison 2008/09 (JWM 2009) gilt: Wer bis einschließlich 30. Juni 2009 das 19. Lebensalter nicht erreicht hat, wird der Altersklasse der U19 zugerechnet und dürfte starten. Eine Grenze nach unten existiert nicht. Sie begrenzt sich einzig durch die Leistungsfähigkeit der Sportler, da jeweils nur die fünf besten Juniorinnen und Junioren eines Landes gemeldet werden dürfen.

## Wettbewerb
Bei der Junioren-Weltmeisterschaft im Mehrkampf geht es über jeweils vier Distanzen. Die Juniorinnen laufen 500, 1000, 1500 und 3000 Meter (Mini-Vierkampf) und die Junioren 500, 1500, 3000 und 5000 Meter (Kleiner-Vierkampf). Jede gelaufene Einzelstreckenzeit wird in Sekunden auf 500 Meter heruntergerechnet und addiert. Die Summe ergibt die Gesamtpunktzahl. Meister wird, wer nach vier Strecken die niedrigste Gesamtpunktzahl erlaufen hat.
Die seit 2002 ausgetragene Einzelstrecke im Teamlauf ist ein Mannschaftslauf dreier Juniorinnen über 6 Runden und dreier Junioren über acht Runden. Die gelaufene Zeit (die Zeit des dritten Läufers) gibt die Endplatzierung wieder. Seit 2007 findet eine Vorrunde statt. Hier qualifizieren sich die vier schnellsten Teams für das Finale. Mit Vor- und Endlauf dürfen maximal vier Sportler eines Landes gemeldet werden.
Ab 2009 sind weitere Einzelstreckenentscheidungen Bestandteil der WM, die zum Teil in den Mehrkampf integriert sind. Die im Vierkampf gelaufenen Strecken sind gleichzeitig Läufe der Einzelstreckenmeisterschaften. Für die Disziplin der 2 × 500 Meter ist ein weiterer Lauf vorgesehen. Die Junioren laufen die 1000 Meter, die kein Bestandteil des Kleinen-Vierkampfes sind, ausschließlich als Einzelstreckenentscheidung.

### Juniorinnen

#### Mehrkampf
| Weltmeisterschaft | Weltmeisterschaft    | Gold                             | Silber                        | Bronze                         |
| --- | -------------------- | -------------------------------- | ----------------------------- | ------------------------------ |
| Für den Titel, mussten drei von vier Strecken gewonnen werden. Die weiteren Plätze ergaben sich anhand der Gesamtpunktzahl. |                      |                                  |                               |                                |
| 1973 | Assen                | Sylvia Burka                     | Froukje Jongsma               | Kathryn Ann Lunda              |
| 1974 | Cortina d’Ampezzo    | Erwina Ryś                       | Tatjana Fradina               | Tatjana Serebrjakova-Timosjina |
| 1975 | Strömsund            | Heike Lange                      | Erwina Ryś                    | Pietie Heida-Postma            |
| 1976 | Madonna di Campiglio | Elizabeth Appleby                | Beth Heiden                   | Katrin Lorenz                  |
| 1977 | Inzell               | Kim Kostron                      | Beth Heiden                   | Bjørg Eva Jensen               |
| 1978 | Montreal             | Beth Heiden                      | Bjørg Eva Jensen              | Ines Bautzmann                 |
| 1979 | Grenoble             | Beth Heiden                      | Bjørg Eva Jensen              | Ria Visser                     |
| 1980 | Assen                | Bjørg Eva Jensen                 | Sarah Docter                  | Ria Visser                     |
| 1981 | Elverum              | Sarah Docter                     | Elke Wirsing                  | Yvonne van Gennip              |
| 1982 | Innsbruck            | Angela Stahnke                   | Yvonne van Gennip             | Seiko Hashimoto                |
| 1983 | Sarajevo             | Angela Stahnke                   | Seiko Hashimoto               | Sjouke Hoffmann                |
| 1984 | Assen                | Angela Stahnke                   | Galina Kljujeva-Vojlosjnikova | Song Hwa-son                   |
| 1985 | Røros                | Cornelia Dick                    | Ljudmila Tuberozova           | Monique Garbrecht              |
| 1986 | Sainte-Foy           | Monique Garbrecht                | Anja Ulbricht                 | Ljudmila Tuberozova            |
| Für den Titel, sowie Platz zwei und drei, ist einzig die erlangte Gesamtpunktzahl ausschlaggebend.                          |                      |                                  |                               |                                |
| 1987 | Strömsund            | Monique Garbrecht                | Anja Ulbricht                 | Sylke Luding                   |
| 1988 | Seoul                | Emi Tanaka                       | Claudia Pechstein             | Shiho Kusunose                 |
| 1989 | Kiew                 | Ulrike Adeberg                   | Anke Baier                    | Sandra Zwolle                  |
| 1990 | Obihiro              | Ulrike Adeberg                   | Anke Baier                    | Takako Tetsuda                 |
| 1991 | Calgary              | Anke Baier                       | Swetlana Baschanowa           | Sabine Völker                  |
| 1992 | Masowien             | Nami Nemoto                      | Sabine Völker                 | Tatjana Trapesnikowa           |
| 1993 | Baselga di Pinè      | Franziska Schenk                 | Mie Shimizu                   | Maki Tabata                    |
| 1994 | Berlin               | Mie Shimizu                      | Anni Friesinger               | Marianne Timmer                |
| 1995 | Seinäjoki            | Becky Sundstrom                  | Anni Friesinger               | Chris Scheels                  |
| 1996 | Calgary              | Anni Friesinger                  | Renate Groenewold             | Aki Tonoike                    |
| 1997 | Butte                | Kirstin Holum                    | Baek Eun-bi                   | Kanae Kobayashi                |
| 1998 | Roseville            | Aki Tonoike                      | Catherine Raney               | Frijke Schaafsma               |
| 1999 | Geithus              | Helen van Goozen                 | Yuri Obara                    | Keiko Taguchi                  |
| 2000 | Seinäjoki            | Frédérique Ankoné                | Wieteke Cramer                | Heike Hartmann                 |
| 2001 | Groningen            | Frédérique Ankoné                | Heike Hartmann                | Elma de Vries                  |
| 2002 | Ritten               | Elma de Vries                    | Eriko Ishino                  | Judith Hesse                   |
| 2003 | Kushiro              | Shannon Rempel                   | Eriko Ishino                  | Maria Lamb                     |
| 2004 | Roseville            | Eriko Ishino                     | Ireen Wüst                    | Shannon Rempel                 |
| 2005 | Seinäjoki            | Ireen Wüst                       | Annette Gerritsen             | Lee Sang-hwa                   |
| 2006 | Erfurt               | Kim Yu-rim                       | Martina Sáblíková             | Lee Ju-yeon                    |
| 2007 | Innsbruck            | Noh Seon-yeong                   | Laurine van Riessen           | Chunyan Fu                     |
| 2008 | Changchun            | Marrit Leenstra                  | Justine L’Heureux             | Jorieke van der Geest          |
| 2009 | Zakopane             | Roxanne van Hemert               | Yvonne Nauta                  | Katarzyna Wójcicka             |
| 2010 | Moskau               | Lotte van Beek 159,487 Pkt. (CR) | Hege Bøkko                    | Karolína Erbanová              |
| 2011 | Seinäjoki            | Karolína Erbanová                | Pien Keulstra                 | Lotte van Beek                 |
| 2012 | Obihiro              | Miho Takagi                      | Karolína Erbanová             | Kim Bo-reum                    |
| 2013 | Klobenstein          | Miho Takagi                      | Antoinette de Jong            | Kaitlyn McGregor               |
| 2014 | Bjugn                | Antoinette de Jong               | Melissa Wijfje                | Jelisaweta Kaselina            |
| 2015 | Warschau             | Melissa Wijfje                   | Sanneke de Neeling            | Jelisaweta Kaselina            |
| 2016 | Changchun            | Jelisaweta Kaselina              | Mei Han                       | Ji-Woo Park                    |
| 2017 | Helsinki             | Jutta Leerdam                    | Joy Beune                     | Sanne in ’t Hof                |
| 2018 | Salt Lake City       |                                  |                               |                                |
| 2019 | Baselga di Piné      |                                  |                               |                                |
| 2020 | Tomaszów Mazowiecki  |                                  |                               |                                |
| 2022 | Innsbruck            |                                  |                               |                                |

#### Einzelstrecken
| Weltmeisterschaft | Weltmeisterschaft | Weltmeisterschaft | Gold                                                                        | Silber                                                        | Bronze                                                                                |
| ----------------- | ----------------- | ----------------- | --------------------------------------------------------------------------- | ------------------------------------------------------------- | ------------------------------------------------------------------------------------- |
| 2002              | Ritten            | Teamlauf          | Niederlande Mariska Huisman Annelies van der Ploeg Elma de Vries            | Südkorea Choi Yoon-sook Lee Bo-ra Lee So-yeon                 | Deutschland Monique Angermüller Judith Hesse Nadine Seidenglanz                       |
| 2003              | Kushiro           | Teamlauf          | Niederlande Maaike Head Mariska Huisman Jorien Voorhuis                     | Japan Eriko Ishino Minatsu Onodera Megumi Yamazaki            | Kanada Marilou Asselin Brittany Schussler Shannon Sibold                              |
| 2004              | Roseville         | Teamlauf          | Niederlande Tessa van Dijk Annette Gerritsen Jorien Voorhuis                | Japan Eriko Ishino Minatsu Onodera Maki Tsuji                 | Kanada Marilou Asselin Shannon Rempel Brittany Schussler                              |
| 2005              | Seinäjoki         | Teamlauf          | Niederlande Annette Gerritsen Tessa van Dijk Ireen Wüst                     | Südkorea Lee Ju-yeon Lee Sang-hwa Noh Seon-yeong              | Deutschland Stephanie Beckert Franziska Petereit Karoline Zillmann                    |
| 2006              | Erfurt            | Teamlauf          | Niederlande Foske Tamar van der Wal Maren van Spronsen Ingeborg Kroon       | Südkorea Kim Yu-rim Lee Ju-yeon Noh Seon-yeong                | Japan Shoko Fujimura Masako Hozumi Shiho Ishizawa                                     |
| 2007              | Innsbruck         | Teamlauf          | Niederlande Natasja Bruintjes Ingeborg Kroon Laurine van Riessen            | Südkorea Kim Yu-rim Noh Seon-yeong Park Seung-ju              | Volksrepublik China Chunyan Fu Haiyang Li Mengying Wang                               |
| 2008              | Changchun         | Teamlauf          | Niederlande Jorieke van der Geest Roxanne van Hemert Marrit Leenstra        | Deutschland Bente Kraus Denise Roth Dominique Thomas          | Volksrepublik China Chunyan Fu Haiyang Li Baiying Huang                               |
| 2009              | Zakopane          |                   |                                                                             |                                                               |                                                                                       |
| 2009              | Zakopane          | 2 × 500 m         | Olga Fatkulina                                                              | An Ji-min                                                     | Yukana Nishina                                                                        |
| 2009              | Zakopane          | 1.000 m           | Roxanne van Hemert                                                          | Hege Bøkko                                                    | Olga Fatkulina                                                                        |
| 2009              | Zakopane          | 1.500 m           | Roxanne van Hemert                                                          | Yvonne Nauta                                                  | Olga Fatkulina                                                                        |
| 2009              | Zakopane          | 3.000 m           | Yvonne Nauta                                                                | Park Do-yeong                                                 | Roxanne van Hemert                                                                    |
| 2009              | Zakopane          | Teamlauf          | Niederlande Yvonne Nauta Jorieke van der Geest Roxanne van Hemert           | Japan Mai Kiyama Miho Takagi Risa Takayama                    | Südkorea An Ji-min Lim Jeong-soo Park Do-yeong                                        |
| 2010              | Moskau            |                   |                                                                             |                                                               |                                                                                       |
| 2010              | Moskau            | 2 × 500 m         | Jekaterina Aidowa 78,130 Pkt. (CR)                                          | Lotte van Beek                                                | Janine Smit                                                                           |
| 2010              | Moskau            | 1.000 m           | Lotte van Beek 1.17,00 min (CR)                                             | Hege Bøkko                                                    | Karolína Erbanová                                                                     |
| 2010              | Moskau            | 1.500 m           | Lotte van Beek 1.57,95 min (CR)                                             | Hege Bøkko                                                    | Karolína Erbanová                                                                     |
| 2010              | Moskau            | 3.000 m           | Lotte van Beek                                                              | Yvonne Nauta                                                  | Jelena Sochrjakowa                                                                    |
| 2010              | Moskau            | Teamlauf          | Niederlande 3.07,88 min (JWR)Lotte van Beek Roxanne van Hemert Yvonne Nauta | Japan Miho Takagi Misaki Oshigiri Nana Takahashi Nana Takagi  | Südkorea Park Do-yeong Kim Hyeon-yeong An Ji-min                                      |
| 2011              | Seinäjoki         |                   |                                                                             |                                                               |                                                                                       |
| 2011              | Seinäjoki         | 2 × 500 m         | Karolína Erbanová                                                           | Jekaterina Aidowa                                             | Kim Hyun-yung                                                                         |
| 2011              | Seinäjoki         | 1.000 m           | Karolína Erbanová                                                           | Hege Bøkko                                                    | Kali Christ                                                                           |
| 2011              | Seinäjoki         | 1.500 m           | Karolína Erbanová                                                           | Pien Keulstra                                                 | Hege Bøkko                                                                            |
| 2011              | Seinäjoki         | 3.000 m           | Park Do-yeong                                                               | Kim Bo-reum                                                   | Pien Keulstra                                                                         |
| 2011              | Seinäjoki         | Teamlauf          | Südkorea Kim Bo-reum Kim Hyun-yung Lim Jung-soo Park Do-yeong               | Japan Natsumi Kado Misaki Oshigiri Miho Takagi Nana Takahashi | Kanada Kali Christ Kate Hanly Jenessa Kemp Brianne Tutt                               |
| 2012              | Obihiro           |                   |                                                                             |                                                               |                                                                                       |
| 2012              | Obihiro           | 2 × 500 m         | Karolína Erbanová                                                           | Kim Hyun-yung                                                 | Miho Takagi                                                                           |
| 2012              | Obihiro           | 1.000 m           | Miho Takagi                                                                 | Karolína Erbanová                                             | Kate Hanly                                                                            |
| 2012              | Obihiro           | 1.500 m           | Karolína Erbanová                                                           | Kim Bo-reum                                                   | Pien Keulstra                                                                         |
| 2012              | Obihiro           | 3.000 m           | Park Do-yeong 4.08,48 min (CR)                                              | Kim Bo-reum                                                   | Pien Keulstra                                                                         |
| 2012              | Obihiro           | Teamlauf          | Südkorea Kim Bo-reum Lim Jung-soo Park Do-yeong 3.07,36 min (CR)            | Kanada Kate Hanly Heather McLean Josie Spence                 | Russland Tatjana Oesjakova Aleksandra Stsjelkonogova Olesja Tsjernega Anna Tschernowa |
| 2013              | Klobenstein       |                   |                                                                             |                                                               |                                                                                       |
| 2013              | Klobenstein       | 2 × 500 m         | Kim Hyun-yung                                                               | Vanessa Bittner                                               | Kako Yamane                                                                           |
| 2013              | Klobenstein       | 1.000 m           | Vanessa Bittner                                                             | Miho Takagi                                                   | Antoinette de Jong                                                                    |
| 2013              | Klobenstein       | 1.500 m           | Miho Takagi                                                                 | Kaitlyn McGregor                                              | Antoinette de Jong                                                                    |
| 2013              | Klobenstein       | 3.000 m           | Antoinette de Jong                                                          | Miho Takagi                                                   | Kaitlyn McGregor                                                                      |
| 2013              | Klobenstein       | Teamlauf          | Japan Ayano Sato Miho Takagi Saori Toi                                      | Südkorea Heo Yoon-hee Nam Ji-eun Park Cho-won                 | Niederlande Reina Anema Antoinette de Jong Jade van der Molen                         |
| 2014              | Bjugn             |                   |                                                                             |                                                               |                                                                                       |
| 2014              | Bjugn             | 2 × 500 m         | Vanessa Bittner                                                             | Antoinette de Jong                                            | Bente van den Berge                                                                   |
| 2014              | Bjugn             | 1.000 m           | Antoinette de Jong                                                          | Melissa Wijfje                                                | Sanneke de Neeling                                                                    |
| 2014              | Bjugn             | 1.500 m           | Melissa Wijfje                                                              | Antoinette de Jong                                            | Jelisaweta Kaselina                                                                   |
| 2014              | Bjugn             | 3.000 m           | Antoinette de Jong                                                          | Melissa Wijfje                                                | Jade van der Molen                                                                    |
| 2014              | Bjugn             | Teamlauf          | Niederlande Antoinette de Jong Melissa Wijfje Jade van der Molen            | Südkorea Park Ji-woo Nam Ji-eun Park Cho-won                  | Japan Natsumi Takayama Nene Sakai Ayano Sato                                          |
| 2015              | Warschau          |                   |                                                                             |                                                               |                                                                                       |
| 2015              | Warschau          | 500 m             | Vanessa Bittner                                                             | Darja Katschanowa                                             | Nan Sun                                                                               |
| 2015              | Warschau          | 1.000 m           | Vanessa Bittner                                                             | Sanneke de Neeling                                            | Jelisaweta Kaselina                                                                   |
| 2015              | Warschau          | 1.500 m           | Melissa Wijfje                                                              | Sanneke de Neeling                                            | Park Ji-woo                                                                           |
| 2015              | Warschau          | 3.000 m           | Melissa Wijfje                                                              | Sanneke de Neeling                                            | Jelisaweta Kaselina                                                                   |
| 2015              | Warschau          | Massenstart       | Vanessa Bittner                                                             | Park Cho-weon                                                 | Melissa Wijfje                                                                        |
| 2015              | Warschau          | Teamlauf          | NiederlandeSanneke de Neeling Esmee Visser Melissa Wijfje                   | SüdkoreaKim Ha-eun Park Cho-weon Park Ji-woo                  | JapanNene Sakai Ayano Sato Mizuho Takayama                                            |
| 2015              | Warschau          | Teamsprint        | SüdkoreaMin-Seon Kim Me Jang Park Cho-weon                                  | Volksrepublik ChinaXue Lin Xiaxuan Shi Nan Sun                | RusslandDarja Katschanowa Anastasiya Chepil Jelisaweta Kaselina                       |
| 2016              | Changchun         |                   |                                                                             |                                                               |                                                                                       |
| 2016              | Changchun         | 500 m             | Darja Katschanowa                                                           | Min-Jo Kim                                                    | Jelisaweta Kaselina                                                                   |
| 2016              | Changchun         | 1.000 m           | Jelisaweta Kaselina                                                         | Darja Katschanowa                                             | Mein Han                                                                              |
| 2016              | Changchun         | 1.500 m           | Jelisaweta Kaselina                                                         | Esther Kiel                                                   | Béatrice Lamarche                                                                     |
| 2016              | Changchun         | 3.000 m           | Jelisaweta Kaselina                                                         | Park Ji-woo                                                   | Esther Kiel                                                                           |
| 2016              | Changchun         | Massenstart       | Vanessa Bittner                                                             | Park Cho-weon                                                 | Melissa Wijfje                                                                        |
| 2016              | Changchun         | Teamlauf          | NiederlandeLoes Adegeest Esther Kiel Femke Markus                           | SüdkoreaPark Cho-weon Park Ji-woo Eom Chae-rin                | JapanMoe Kitahara Ayano Sato Rio Yamada                                               |
| 2016              | Changchun         | Teamsprint        | RusslandVladlena Rogatkina Darja Katschanowa Jelisaweta Kaselina            | JapanMiku Asano Rio Yamada Ayano Sato                         | PolenAndżelika Wójcik Kaja Ziomek Karolina Bosiek                                     |
| 2017              | Helsinki          |                   |                                                                             |                                                               |                                                                                       |
| 2017              | Helsinki          | 500 m             | Darja Katschanowa                                                           | Nan Sun                                                       | Jutta Leerdam                                                                         |
| 2017              | Helsinki          | 1.000 m           | Darja Katschanowa                                                           | Joy Beune                                                     | Béatrice Lamarche                                                                     |
| 2017              | Helsinki          | 1.500 m           | Jutta Leerdam                                                               | Sanne in ’t Hof                                               | Darja Katschanowa                                                                     |
| 2017              | Helsinki          | 3.000 m           | Joy Beune                                                                   | Sanne in ’t Hof                                               | Jutta Leerdam                                                                         |
| 2017              | Helsinki          | Massenstart       | Elisa Dul                                                                   | Sanne in ’t Hof                                               | Béatrice Lamarche                                                                     |
| 2017              | Helsinki          | Teamlauf          | NiederlandeJoy Beune Elisa Dul Sanne in ’t Hof                              | JapanKanako Iijima Seia Kawamura Moe Kitahara                 | ItalienNoemi Bonazza Chiara Cristelli Deborah Grisenti                                |
| 2017              | Helsinki          | Teamsprint        | Volksrepublik ChinaHuawei Li Sining Yang Nan Sun                            | ItalienDeborah Grisenti Chiara Cristelli Noemi Bonazza        | SüdkoreaHwang Da-som Eom Chae-rin Kim Ha-eun                                          |

### Junioren

#### Mehrkampf
| Weltmeisterschaft | Weltmeisterschaft    | Gold                                            | Silber                                          | Bronze                                          |
| --- | -------------------- | ----------------------------------------------- | ----------------------------------------------- | ----------------------------------------------- |
| Für den Titel, mussten drei von vier Strecken gewonnen werden. Die weiteren Plätze ergaben sich anhand der Gesamtpunktzahl. |                      |                                                 |                                                 |                                                 |
| 1972 | Fredrikstad          | Jurij Kondakov                                  | Nikolaj Kuzmenko                                | Terje Andersen                                  |
| 1973 | Assen                | Jan Heida                                       | Nikolaj Kuzmenko                                | Kay Arne Stenshjemmet                           |
| 1974 | Cortina d’Ampezzo    | Manfred Winter                                  | Jan A. de Vries                                 | Jan Miętus                                      |
| 1975 | Strömsund            | Masayuki Kawahara                               | Jan A. de Vries                                 | Joop Pasman                                     |
| 1976 | Madonna di Campiglio | Lee Yeong-ha                                    | Eric Heiden                                     | Jan A. de Vries                                 |
| 1977 | Inzell               | Eric Heiden                                     | Jan Junell                                      | Hilbert van der Duim                            |
| 1978 | Montreal             | Eric Heiden                                     | Vitalij Zazerskij                               | Tom Erik Oxholm                                 |
| 1979 | Grenoble             | Tomas Gustafson                                 | Andreas Ehrig                                   | Craig Kressler                                  |
| 1980 | Assen                | Tomas Gustafson                                 | Craig Kressler                                  | Sergei Beresin                                  |
| 1981 | Elverum              | Bjørn Arne Nyland                               | Jean Pichette                                   | Jörg Mademann                                   |
| 1982 | Innsbruck            | Geir Karlstad                                   | Igor Schelesowski                               | Jean Pichette                                   |
| 1983 | Sarajevo             | Andrei Bobrow                                   | Vjatsjeslav Vidov                               | Hansjörg Baltes                                 |
| 1984 | Assen                | Valerij Guk                                     | Alexander Klimow                                | Bronislaw Snetkow                               |
| 1985 | Røros                | Valerij Guk                                     | Ildar Garajev                                   | Bronislaw Snetkow                               |
| 1986 | Sainte-Foy           | Bronislaw Snetkow                               | Ildar Garajev                                   | Takuya Nakamura                                 |
| Für den Titel, sowie Platz zwei und drei, ist einzig die erlangte Gesamtpunktzahl ausschlaggebend.                          |                      |                                                 |                                                 |                                                 |
| 1987 | Strömsund            | Masahiko Omura                                  | Naoki Kotake                                    | Michael Spielmann                               |
| 1988 | Seoul                | Michael Spielmann                               | Cor Jan Smulders                                | Naoki Kotake                                    |
| 1989 | Kiew                 | Andrei Anufrijenko                              | Rintje Ritsma                                   | Naoki Kotake                                    |
| 1990 | Obihiro              | Falko Zandstra                                  | Ådne Søndrål                                    | Arjan Schreuder                                 |
| 1991 | Calgary              | Falko Zandstra                                  | Sergej Barysjev                                 | Keiji Shirahata                                 |
| 1992 | Masowien             | Jeroen Straathof                                | Hiroyuki Noake                                  | Jakko Jan Leeuwangh                             |
| 1993 | Baselga di Pinè      | Brian Smith                                     | Ids Postma                                      | Keiji Shirahata                                 |
| 1994 | Berlin               | Jan Bos                                         | Marco Kramer                                    | Shinya Tanaka                                   |
| 1995 | Seinäjoki            | Bob de Jong                                     | Mark Knoll                                      | Yūsuke Imai                                     |
| 1996 | Calgary              | Bob de Jong                                     | Mark Knoll                                      | Mitsuru Watanabe                                |
| 1997 | Butte                | Jelmer Beulenkamp                               | André Vreugdenhil                               | Gijs Buitelaar                                  |
| 1998 | Roseville            | Dmitri Schepel                                  | Mark Tuitert                                    | Bjarne Rykkje                                   |
| 1999 | Geithus              | Mark Tuitert                                    | Yuri Solinger                                   | Choi Jae-bong                                   |
| 2000 | Seinäjoki            | Johan Röjler                                    | Takaharu Nakajima                               | Jan Friesinger                                  |
| 2001 | Groningen            | Shingo Doi                                      | Mun Jun                                         | Yeo Sang-yeop                                   |
| 2002 | Ritten               | Beorn Nijenhuis                                 | Iwan Skobrew                                    | Remco Olde Heuvel                               |
| 2003 | Kushiro              | Remco Olde Heuvel                               | Robert Lehmann                                  | Lee Seung-hwan                                  |
| 2004 | Roseville            | Justin Warsylewicz                              | Sven Kramer                                     | Yeo Sang-yeop                                   |
| 2005 | Seinäjoki            | Sven Kramer                                     | Wouter Olde Heuvel                              | Håvard Bøkko                                    |
| 2006 | Erfurt               | Håvard Bøkko                                    | Wouter Olde Heuvel                              | Shingo Hashibami                                |
| 2007 | Innsbruck            | Sjoerd de Vries                                 | Tim Roelofsen                                   | Trevor Marsicano                                |
| 2008 | Changchun            | Jan Blokhuijsen                                 | Koen Verweij                                    | Berden de Vries                                 |
| 2009 | Zakopane             | Koen Verweij                                    | Jonathan Kuck                                   | Brian Hansen                                    |
| 2010 | Moskau               | Koen Verweij 148,517 Pkt. (CR)                  | Brian Hansen                                    | Antoine Gélinas-Beaulieu                        |
| 2011 | Seinäjoki            | Sverre Lunde Pedersen                           | Simen Spieler Nilsen                            | Kristian Fredriksen                             |
| 2012 | Obihiro              | Sverre Lunde Pedersen                           | Thomas Krol                                     | Simen Spieler Nilsen                            |
| 2013 | Klobenstein          | Seo Jeong-su                                    | Simen Spieler Nilsen                            | Andrea Giovannini                               |
| 2014 | Bjugn                | Patrick Roest                                   | Willem Hoolwerf                                 | Emery Lehman                                    |
| 2015 | Warschau             | Patrick Roest                                   | Kim Min-seok                                    | Marcel Bosker                                   |
| 2016 | Changchun            | Benjamin Donnelly                               | Kim Min-seok                                    | Marcel Bosker                                   |
| 2017 | Helsinki             | Chris Huizinga                                  | Allan Dahl Johansson                            | Tyson Langelaar                                 |
| 2018 | Salt Lake City       | Allan Dahl Johansson                            | Tyson Langelaar                                 | Francesco Betti                                 |
| 2019 | Baselga di Piné      | Chung Jae-won                                   | Stepan Tschistjakow                             | Francesco Betti                                 |
| 2020 | Tomaszów Mazowiecki  | Stepan Tschistjakow                             | Chung Jae-won                                   | Pawel Taran                                     |
| 2021 |                      | Keine Austragung aufgrund der COVID-19-Pandemie | Keine Austragung aufgrund der COVID-19-Pandemie | Keine Austragung aufgrund der COVID-19-Pandemie |
| 2022 | Innsbruck            | Joep Wennemars                                  | Tim Prins                                       | Emil Pedersen Matre                             |

#### Einzelstrecken
| Weltmeisterschaft | Weltmeisterschaft | Weltmeisterschaft | Gold | Silber | Bronze                                                                 |
| ----------------- | ----------------- | ----------------- | --- | --- | ---------------------------------------------------------------------- |
| 2002              | Ritten            | Teamlauf          | Südkorea Lee Seung-hwan Mun Jun Yeo Sang-yeop                                                               | Japan Michihiro Ara Shingo Doi Masaki Hirano                                                                | Niederlande Beorn Nijenhuis Remco Olde Heuvel Tom Prinsen              |
| 2003              | Kushiro           | Teamlauf          | Japan Michihiro Ara Shingo Doi Genki Matsuoka                                                               | Niederlande Rhian Ket Arjen van der Kieft Remco Olde Heuvel                                                 | Südkorea Lee Jong-woo Lee Seung-hwan Yeo Sang-yeop                     |
| 2004              | Roseville         | Teamlauf          | Südkorea Lee Jin-woo Lee Jong-woo Yeo Sang-yeop                                                             | Kanada Denny Morrison François-Olivier Roberge Justin Warsylewicz                                           | Japan Yasuyuki Iiyama Yuya Sakai Katsunori Sato                        |
| 2005              | Seinäjoki         | Teamlauf          | Niederlande Michael Kaatee Sven Kramer Wouter Olde Heuvel                                                   | Kanada Denny Morrison François-Olivier Roberge Justin Warsylewicz                                           | Vereinigte Staaten Michael Blumel Paul Dyrud Patrick Meek              |
| 2006              | Erfurt            | Teamlauf          | Niederlande Boris Kusmirak Ted-Jan Bloemen Wouter Olde Heuvel                                               | Südkorea Mo Tae-bum Kim Yeong-ho Choi Jin-yong                                                              | Kanada Matthew McLean Lucas Makowsky Aaron Sadlier                     |
| 2007              | Innsbruck         | Teamlauf          | Niederlande Jan Blokhuijsen Tim Roelofsen Sjoerd de Vries Stevin Hilbrands                                  | Deutschland Alexej Baumgärtner Patrick Beckert Eric Rauschenbach                                            | Südkorea Hong Seong-kon Kim Yeong-ho Mo Tae-bum                        |
| 2008              | Changchun         | Teamlauf          | Niederlande Jan Blokhuijsen Tom Schuit Koen Verweij Berden de Vries                                         | Italien Daniele Berlanda Marco Cignini Jan Daldossi                                                         | Vereinigte Staaten Laurence Ducker Brian Hansen Trevor Marsicano       |
| 2009              | Zakopane          |                   | | |                                                                        |
| 2009              | Zakopane          | 2 × 500 m         | Mitchell Whitmore                                                                                           | Richard MacLennan                                                                                           | Guillaume Blais-Dufour                                                 |
| 2009              | Zakopane          | 1.000 m           | Jan Daldossi                                                                                                | Jonathan Kuck                                                                                               | Roman Kretsch                                                          |
| 2009              | Zakopane          | 1.500 m           | Pim Cazemier                                                                                                | Roman Kretsj                                                                                                | Jan Daldossi                                                           |
| 2009              | Zakopane          | 5.000 m           | Koen Verweij                                                                                                | Milan Sáblík                                                                                                | Jevgenij Nazarenko                                                     |
| 2009              | Zakopane          | Teamlauf          | Niederlande Pim Cazemier Lucas van Alphen Koen Verweij                                                      | Deutschland Patrick Beckert Hubert Hirschbichler Niclas Kleyling                                            | Vereinigte Staaten Laurence Ducker Brian Hansen Jonathan Kuck          |
| 2010              | Moskau            |                   | | |                                                                        |
| 2010              | Moskau            | 2 × 500 m         | Artur Nogal                                                                                                 | Richard MacLennan                                                                                           | Aleksej Bondartsjuk                                                    |
| 2010              | Moskau            | 1.000 m           | Brian Hansen 1.10,81 min (CR)                                                                               | Richard MacLennan                                                                                           | Koen Verweij                                                           |
| 2010              | Moskau            | 1.500 m           | Brian Hansen 1.46,83 min (CR)                                                                               | Koen Verweij                                                                                                | Antoine Gélinas-Beaulieu                                               |
| 2010              | Moskau            | 5.000 m           | Koen Verweij 6.25,15 min (CR)                                                                               | Brian Hansen                                                                                                | Antoine Gélinas-Beaulieu                                               |
| 2010              | Moskau            | Teamlauf          | Norwegen Sverre Lunde Pedersen Håvard Holmefjord Lorentzen Simen Spieler Nilsen 3.50,02 min (CR)            | Südkorea Kim Woo-jin Ha Hong-seon Park Seok-min                                                             | Niederlande Frank Hermans Maurice Vriend Lucas van Alphen Koen Verweij |
| 2011              | Seinäjoki         |                   | | |                                                                        |
| 2011              | Seinäjoki         | 2 × 500 m         | Kim Sung-kyu                                                                                                | Laurent Dubreuil                                                                                            | Tsubasa Hasegawa                                                       |
| 2011              | Seinäjoki         | 1.000 m           | Kim Sung-kyu                                                                                                | Tommi Pulli                                                                                                 | Maurice Vriend                                                         |
| 2011              | Seinäjoki         | 1.500 m           | Sverre Lunde Pedersen                                                                                       | Li Bailin                                                                                                   | Håvard Holmefjord Lorentzen                                            |
| 2011              | Seinäjoki         | 5.000 m           | Sverre Lunde Pedersen                                                                                       | Kristian Reistad Fredriksen                                                                                 | Simen Spieler Nilsen                                                   |
| 2011              | Seinäjoki         | Teamlauf          | Niederlande Frank Hermans Thomas Krol Aron Romeijn Maurice Vriend                                           | Norwegen Kristian Reistad Fredriksen Håvard Holmefjord Lorentzen Simen Spieler Nilsen Sverre Lunde Pedersen | Japan Junya Miwa Takuro Oda Shota Nakamura Shinsuke Nakamura           |
| 2012              | Obihiro           |                   | | |                                                                        |
| 2012              | Obihiro           | 2 × 500 m         | Laurent Dubreuil 71,120 Pkt. (JWR)                                                                          | Tsubasa Hasegawa                                                                                            | Kim Woo-jin                                                            |
| 2012              | Obihiro           | 1.000 m           | Håvard Holmefjord Lorentzen                                                                                 | Tommi Pulli                                                                                                 | Laurent Dubreuil                                                       |
| 2012              | Obihiro           | 1.500 m           | Sverre Lunde Pedersen                                                                                       | Thomas Krol                                                                                                 | Håvard Holmefjord Lorentzen                                            |
| 2012              | Obihiro           | 5.000 m           | Sverre Lunde Pedersen                                                                                       | Simen Spieler Nilsen                                                                                        | Kim Cheol-min                                                          |
| 2012              | Obihiro           | Teamlauf          | Norwegen Kristian Reistad Fredriksen Håvard Holmefjord Lorentzen Simen Spieler Nilsen Sverre Lunde Pedersen | Südkorea Kim Cheol-min Kim Jin-su Lee Jin-yeong                                                             | Niederlande Jorjan Joritsma Thomas Krol Kai Verbij                     |
| 2013              | Klobenstein       |                   | | |                                                                        |
| 2013              | Klobenstein       | 2 × 500 m         | Tsubasa Hasegawa                                                                                            | Im Joon-hong                                                                                                | Kim Jun-ho                                                             |
| 2013              | Klobenstein       | 1.000 m           | Im Joon-hong                                                                                                | Kai Verbij                                                                                                  | Lennart Velema                                                         |
| 2013              | Klobenstein       | 1.500 m           | Seo Jeong-su                                                                                                | Junya Miwa                                                                                                  | Simen Spieler Nilsen                                                   |
| 2013              | Klobenstein       | 5.000 m           | Emery Lehman                                                                                                | Andrea Giovannini                                                                                           | Simen Spieler Nilsen                                                   |
| 2013              | Klobenstein       | Teamlauf          | Italien Andrea Giovannini Andrea Stefani Nicola Tumolero                                                    | Südkorea Kim Yeong-jin Seo Jeong-su So Han-jae                                                              | Japan Junya Miwa Shota Nakamura Masahito Obayashi                      |
| 2014              | Bjugn             |                   | | |                                                                        |
| 2014              | Bjugn             | 2 × 500 m         | Kai Verbij                                                                                                  | Takuya Goto                                                                                                 | Dai Dai Ntab                                                           |
| 2014              | Bjugn             | 1.000 m           | Kai Verbij                                                                                                  | Armin Hager                                                                                                 | Taro Kondo                                                             |
| 2014              | Bjugn             | 1.500 m           | Fan Yang | Kai Verbij                                                                                                  | Patrick Roest                                                          |
| 2014              | Bjugn             | 5.000 m           | Nils van der Poel                                                                                           | Patrick Roest                                                                                               | Emery Lehman                                                           |
| 2014              | Bjugn             | Teamlauf          | Südkorea Kim Min-seok Park Ki-woong So Han-jae                                                              | Japan Shane Williamson Shoya Ogawa Seitaro Ichinohe                                                         | Volksrepublik China Fan Yang Yiming Liu Chenglong Xu                   |
| 2015              | Warschau          |                   | | |                                                                        |
| 2015              | Warschau          | 500 m             | Joon-Ho Kim                                                                                                 | Fan Yang | Patrick Roest                                                          |
| 2015              | Warschau          | 1.000 m           | Fan Yang | Patrick Roest                                                                                               | Stanislav Palkin                                                       |
| 2015              | Warschau          | 1.500 m           | Patrick Roest                                                                                               | Kim Min-seok                                                                                                | Emery Lehman                                                           |
| 2015              | Warschau          | 5.000 m           | Nils van der Poel                                                                                           | Patrick Roest                                                                                               | Emery Lehman                                                           |
| 2015              | Warschau          | Massenstart       | Hyeon-Min Oh                                                                                                | Marcel Bosker                                                                                               | Bin Zhou                                                               |
| 2015              | Warschau          | Teamlauf          | NiederlandeMarcel Bosker Wesly Dijs Patrick Roest                                                           | SüdkoreaKim Min-seok Hyeon-Min Oh Kee-Woong Park                                                            | JapanRiki Hayashi Seitaro Ichinohe Aoi Yokoyama                        |
| 2015              | Warschau          | Teamsprint        | SüdkoreaSeung-Yong Yang Joon-Ho Kim Kim Min-seok                                                            | NorwegenBjørn Magnussen Henrik Fagerli Rukke Magnus Myhren Kristensen                                       | RusslandWiktor Muschtakow Daniil Bobyr Michail Kaselin                 |
| 2016              | Changchun         |                   | | |                                                                        |
| 2016              | Changchun         | 500 m             | Ihnat Halawazjuk                                                                                            | Christopher Fiola                                                                                           | Tao Yang                                                               |
| 2016              | Changchun         | 1.000 m           | Benjamin Donnelly                                                                                           | Kim Min-seok                                                                                                | Marten Liiv                                                            |
| 2016              | Changchun         | 1.500 m           | Kim Min-seok                                                                                                | Benjamin Donnelly                                                                                           | Marcel Bosker                                                          |
| 2016              | Changchun         | 5.000 m           | Benjamin Donnelly                                                                                           | Kim Min-seok                                                                                                | Chris Huizinga                                                         |
| 2016              | Changchun         | Massenstart       | Kim Min-seok                                                                                                | Christopher Fiola                                                                                           | Benjamin Donnelly                                                      |
| 2016              | Changchun         | Teamlauf          | SüdkoreaKim Min-seok Hyeon-Min Oh Kee-Woong Park                                                            | KanadaBenjamin Donnelly Christopher Fiola Tyson Langelaar                                                   | Volksrepublik ChinaAlemasi Kahanbai Yu Wu Zhang Shuang                 |
| 2016              | Changchun         | Teamsprint        | RusslandAleksandr Tkatsj Wiktor Muschtakow Michail Kaselin                                                  | Volksrepublik ChinaGao Tingyu Tao Yang Alemasi Kahanbai                                                     | BelarusStanislav Ignatenko Jauhen Bolhau Ihnat Halawazjuk              |
| 2017              | Helsinki          |                   | | |                                                                        |
| 2017              | Helsinki          | 500 m             | Kouki Kubo                                                                                                  | Xuefeng Sun                                                                                                 | Ruslan Sacharow                                                        |
| 2017              | Helsinki          | 1.000 m           | Allan Dahl Johansson                                                                                        | Kouki Kubo                                                                                                  | Tyson Langelaar                                                        |
| 2017              | Helsinki          | 1.500 m           | Allan Dahl Johansson                                                                                        | Chris Huizinga                                                                                              | Tyson Langelaar                                                        |
| 2017              | Helsinki          | 5.000 m           | Chris Huizinga                                                                                              | Marwin Talsma                                                                                               | Graeme Fish                                                            |
| 2017              | Helsinki          | Massenstart       | Chris Huizinga                                                                                              | Hyeon-Min Oh                                                                                                | Graeme Fish                                                            |
| 2017              | Helsinki          | Teamlauf          | JapanRiki Hayashi Riku Tsuchiya Aoi Yokoyama                                                                | NiederlandeChris Huizinga Tijmen Snel Marwin Talsma                                                         | NorwegenMarius Bratli Magnus Bakken Haugli Allan Dahl Johansson        |
| 2017              | Helsinki          | Teamsprint        | NiederlandeNiek Deelstra Thijs Govers Tijmen Snel                                                           | KanadaConnor Howe David Larue Tyson Langelaar                                                               | DeutschlandOle Jeske Jeremias Marx Max Reder                           |

## Wettkampfrekorde
Die Liste zeigt die Bestleistungen der einzelnen Disziplin die bisher bei Juniorenweltmeisterschaften gelaufen wurden.
| JWM        | Disziplin           | Sportlerin                                        | Zeit    | Datum               | Ort                   | Bestand              |
| ---------- | ------------------- | ------------------------------------------------- | ------- | ------------------- | --------------------- | -------------------- |
| 2010       | 0500 m              | Jekaterina Aidowa                                 | 0 38,95 | 14. März 2010       | Eispalast Krylatskoje | 15 Jahre und 71 Tage |
| 2010       | 1000 m              | Lotte van Beek                                    | 1.17,00 | 13. März 2010       | Eispalast Krylatskoje | 15 Jahre und 72 Tage |
| 2010       | 1500 m              | Lotte van Beek                                    | 1.57,95 | 12. März 2010       | Eispalast Krylatskoje | 15 Jahre und 73 Tage |
| 2012       | 3000 m              | Do-Yeong Park                                     | 4.08,48 | 3. März 2012        | Tokachi Oval          | 13 Jahre und 82 Tage |
| 2012       | Teamlauf (6 Runden) | SüdkoreaDo-Yeong Park, Bo-Reum Kim, Jeong-Soo Lim | 3.07,36 | 4. März 2012        | Tokachi Oval          | 13 Jahre und 81 Tage |
| Mehrkämpfe | Disziplin           | Sportlerin                                        | Punkte  | Datum               | Ort                   | Bestand              |
| 2010       | 2 × 500 Meter       | Jekaterina Aidowa                                 | 078,130 | 14. März 2010       | Eispalast Krylatskoje | 15 Jahre und 71 Tage |
| 2010       | Mini-MK             | Lotte van Beek                                    | 159,487 | 12. – 13. März 2010 | Eispalast Krylatskoje | 15 Jahre und 72 Tage |

- Stand: 14. Oktober 2013[5]

| JWM        | Disziplin           | Sportler                                                | Zeit    | Datum         | Ort                   | Bestand              |
| ---------- | ------------------- | ------------------------------------------------------- | ------- | ------------- | --------------------- | -------------------- |
| 2012       | 0500 m              | Laurent Dubreuil                                        | 0 35,50 | 3. März 2012  | Tokachi Oval          | 13 Jahre und 82 Tage |
| 2010       | 1000 m              | Brian Hansen                                            | 1.10,81 | 14. März 2010 | Eispalast Krylatskoje | 15 Jahre und 71 Tage |
| 2010       | 1500 m              | Brian Hansen                                            | 1.46,83 | 13. März 2010 | Eispalast Krylatskoje | 15 Jahre und 72 Tage |
| 2010       | 3000 m              | Koen Verweij                                            | 3.43,54 | 12. März 2010 | Eispalast Krylatskoje | 15 Jahre und 73 Tage |
| 2010       | 5000 m              | Koen Verweij                                            | 6.25,15 | 13. März 2010 | Eispalast Krylatskoje | 15 Jahre und 72 Tage |
| 2010       | Teamlauf (8 Runden) | NorwegenSverre Pedersen, Håvard Lorentzen, Simen Nilsen | 3.50,02 | 14. März 2010 | Eispalast Krylatskoje | 15 Jahre und 71 Tage |
| Mehrkämpfe | Disziplin           | Sportler                                                | Punkte  | Datum         | Ort                   | Bestand              |
| 2012       | 2 × 500 Meter       | Laurent Dubreuil                                        | 071,120 | 4. März 2012  | Tokachi Oval          | 13 Jahre und 81 Tage |
| 2010       | Kleiner MK          | Koen Verweij                                            | 148,517 | 13. März 2010 | Eispalast Krylatskoje | 15 Jahre und 72 Tage |

- Stand: 14. Oktober 2013[6]